# Kenneth Kafui
Kenneth Kafui (* 25. Juli 1951 in Hohoe, Volta Region; † 18. März 2020 in Accra) war ein Komponist und Musikpädagoge aus dem westafrikanischen Land Ghana. Er ist als einer der führenden ghanaischen Komponisten seiner Generation anerkannt und schrieb Werke für Chor (darunter viele geistliche), Orchester, Klavier, Orgel und traditionelle afrikanische Instrumente.

## Leben
Kenn Kafui wurde 1951 in Hohoe, Volta Region, geboren. Er lernte Harmonium spielen und wurde der Schulorganist an seiner High School, wo sein Vater der Musiklehrer war. Er studierte Musik an der Universität von Ghana und erwarb ein Musikdiplom. 1978 war er Gastkomponist des Ghana Broadcasting Corporation Orchestra. Er lehrte an der Nationalakademie für Musik (National Academy of Music ) in Winneba und wurde später Dirigent des Nationalen Sinfonieorchesters Ghana. Er erwarb 1982 auch ein Diplom in Afrikanischer Musik und 2003 seinen Master of Music. Er war Dozent in Musiktheorie und Komposition an der University of Ghana.
Seine Musik enthält oft ghanaische Rhythmen und Themen und seine Chormusik verwendet häufig Texte lokaler Sprachen Ghanas.
In einem späten Interview beklagte er, dass die Streichung von Musik aus dem Lehrplan der Schulen das Wachstum der Chormusik beeinträchtige.
Er erhielt 1987 einen Preis für den besten zeitgenössischen klassischen Musikkomponisten in Ghana.
Der Beerdigungsgottesdienst in der Evangelical Presbyterian (EP) Church von Madina bei Accra und die anschließende Beerdigung fanden unter großer Anteilnahme statt.

## Werke (Auswahl)
Die Auswahl wurde neben der Angabe der Titel mit Verlinkungen auf Klangbeispiele und Hinweisen auf Aufführungen (in Klammern) versehen.

### Chorwerke
- Dzidzom (Harmonious Chorale)
- Kafu Mawu (aus dem Nationaltheater zum 60. Geburtstag des Sinfonieorchesters)
- Zodede[7] (Harmonious Chorale)
- Mida Akpe (Legon E. P. Church choir)
- Migli (Harmonious Chorale)
- Brighten the corner where you are (Aggrey Chapel Choristers)

### Instrumentalwerke
- Drumnata
- Kale
- Pentanata 1 & 2